# 四畳半フォーク
四畳半フォーク（よじょうはんフォーク）とは、フォークソングの中でも、恋人同士だけの貧しい暮らし（四畳半1室に同棲など）における純情的な内容を中心とした、主に1970年代の作品のことを指す。

## 概説
都会の片隅の四畳半暮し、でも愛があれば不幸せじゃない、などと綴った歌に対してこのような言い方がされた。辞典には記載が見つからない言葉で、1948年から今日まで毎年刊行が続く『現代用語の基礎知識』（自由国民社）では過去に一度も記載されなかった音楽用語であるが、1970年代を中心に時折、新聞や音楽誌、雑誌等の活字媒体では取り上げられていた。さだまさしは1974年のグレープ時代に「精霊流し」を出した時に四畳半フォークという言葉があった、と証言している。かぐや姫の「神田川」や「赤ちょうちん」が代表例ながら、吉田拓郎「結婚しようよ」、あがた森魚「赤色エレジー」、風「22才の別れ」を含むこともある。歌ネットでは、生活派フォークまたは私小説フォークという呼び方もなされると解説している。
命名者はしばしば松任谷由実とされるが、松任谷以前の用例が存在する（後述）。

## 背景
社会や体制への反抗を表現するものであった社会的メッセージの強いフォークソングが、70年安保の挫折や、連合赤軍によるあさま山荘事件、仲間同士の「総括」という名目の大量殺人事件など、学生運動という若者の政治的関りがたどった悲劇的な結末が起こったあたりから、学生の中には社会全体に関りを持つことの挫折感が広がり、自分の身の回りのことにしか関心を持たない風潮が起こり始めていた。こうして登場したのが政治とは関係ない私的生活や個人の心情を歌う吉田拓郎や、井上陽水、ガロ、かぐや姫らで、四畳半フォークは、そのような流れの中で生まれた。その世界観は、1972年から1973年にかけて一年半余にわたって雑誌『漫画アクション』に連載され、流行語ともなった上村一夫の『同棲時代』を支持した空気を併走している。当時地方から上京した大学生のほとんどは四畳半や三畳の部屋に住んでいた。"政治の季節"が終わりを告げるうちに、いつのまにか狭い四畳半の世界に潜り込み、貧しい生活であろうとも日々の幸せに安息を見い出す。そうした"小さな幸せ"的な世界観を揶揄するフォークを馬鹿にした側から、嘲笑を込めてこの言葉は使われた。その口調は当を得ている面もあったが、生活から真摯に歌を生み出し始めていたフォークシンガーまでも一纏めにされる危険を備えていた用語でもあり、1970年代初頭に吉祥寺に集っていた高田渡やシバらも四畳半フォークにくくられることもあった。四畳半フォークが流行った時代は、つつましい暮らし、清貧の生活にこそ幸せがあるはずという若者のポリシーがあった。日本人の暮らしが豊かになるにつれて、何かにつけて"暗さ"が嫌われ、"明るさ""軽薄さ"が尊ばれるようになり、四畳半フォークという言葉も死語になった。

## 初期の用例

### 松任谷由実以前
武蔵野タンポポ団の『淋しい気持ちで』という曲（1972年1月発売のアルバム『武蔵野タンポポ団の伝説』に収録）には「せまい四畳半で 足腰たたねえ」という歌詞がある。音楽評論家の小川真一は、当初の「四畳半フォーク」とはこの武蔵野タンポポ団のメンバーたちを指す言葉だったのではないかと述べている。
『guts』1972年8月号の「72年版日本のフォーク&ロック・アルバムガイド…秀作30枚ピックアップ」という記事で、執筆者は不明だがシバのアルバム『青い空の日』のレコード評に「不思議な魅力をもった日本的ブルース・シンガー（?）シバの初アルバム。『淋しい気持で』をはじめ、”4畳半フォーク・ソング”の代表的作品集ともいえる異色作である」などと書かれており、この時点で既にそのものズバリの言葉の使用が見られる。
『週刊読売』1972年8月19日号の特集「夏、若ものたちはなぜ去勢された ロック・フォークーあの怒りの爆発はどこへ…」という記事では、1972年のヒット曲のあがた森魚の『赤色エレジー』と吉田拓郎の『旅の宿』の歌詞を取り上げて「二つとも四畳半ムードのいかにも男女のカッタるい感じの歌である」と評している。
南こうせつとかぐや姫の『神田川』（1973年9月シングル発売）の歌詞に出てくるのは四畳半ではなく「三畳一間」であるが、この曲は四畳半フォークの代表例とされる。既に『週刊文春』1974年11月11日号の記事で、「”四畳半フォーク”のハシリとなった『神田川』」と言及されている。
フリーランサーというフォークグループの『わたしたちの夢は』という曲（シングル発売1974年7月）には、「わたしたちの夢は （中略） 一発あてて　紅白に出て （中略） 外車を乗りまわし　マンションに住み　四畳半フォークを　唄うことです」という皮肉を利かせた歌詞がある。この曲はかぐや姫、よしだたくろう、岡林信康、井上陽水、小室等などを揶揄していると物議をかもし、当時の複数の週刊誌に「四畳半フォーク」という歌詞とともに紹介された。フリーランサーはその後、『四畳半フォーク』という題名の曲（シングル発売1974年12月）も発表している。

### 松任谷由実を命名者とする説
四畳半フォークという呼称は、1970年代の中頃に松任谷由実（当時は荒井由実）が用いたのが初出であるとも言及され、松任谷自身もそう主張している。ただし松任谷の「四畳半」という発言は1975年1月で、上述した用例よりも新しい。以下に詳しく述べる。
松任谷自身は著書『ルージュの伝言』で次のように主張している。これは1982年7月から9月にかけて松任谷のインタビュー速記を山川健一が原稿化したものである。
速水健朗は松任谷の『ルージュの伝言』を出典として荒井（松任谷）の命名だとしている。中川右介も、出典は挙げていないものの、松任谷が否定的な文脈で命名したものだと述べている。
荒井（松任谷）は、『話の特集』誌の1975年1月号に「心の中の"オーブル街"を歩こう」というエッセイを発表していた。そこで荒井は、自分の目指す音楽スタイルを「中産階級サウンド」「ちょっと手をのばせば届くような優雅さを、歌にしたい」と位置付けるとともに、既存の流行歌に対しては以下のような批判を述べていた。
上記引用のようにこのエッセイでは四畳半という言葉が使われ、これは後年の松任谷の著書『ルージュの伝言』での「『話の特集』に原稿頼まれて、そのとき最初に書いたんだ」という主張とも整合する。ただしこの『話の特集』のエッセイの発表年月は1975年1月であり、前節で示した『guts』1972年8月号の記事よりも時期として後となる。松任谷は『月刊明星』1976年12月号のインタビューで「フォークにはあんまり興味なくって、プロコル・ハルム『青い影』一点張りだったの…」などと述べており、日本の音楽状況に関しては疎い可能性も考えられる。

## 1980年代以降
1980年代以降はほぼ死語になったが、2021年に岩坂遼というシンガーソングライターが”令和三年の四畳半フォーク”をコンセプトに掲げた。
産業経済新聞と産経リサーチ&データが令和6（2024)年に、令和7(2025)年が「昭和100年」にあたるという切り口で、「読者が選ぶ昭和の名曲―フォーク・ロック・ポップス部門」を募集し、選出されたフォーク・ロック・ポップスの楽曲をかぐや姫らの「四畳半フォーク」と、荒井由実、山下達郎らの「ニューミュージック系」の二種類に分けるという大胆な論調がなされた。